# Џенерстаун (Пенсилванија)
Џенерстаун (енгл. Jennerstown) град је у америчкој савезној држави Пенсилванија.

## Демографија
По попису из 2010. године број становника је 695, што је 19 (-2,7%) становника мање него 2000. године.
| Група             | 2000.        | 2010.       |
| Белци             | 714 (100,0%) | 683 (98,3%) |
| Афроамериканци    | 0 (0,0%)     | 1 (0,1%)    |
| Азијати           | 0 (0,0%)     | 0 (0,0%)    |
| Хиспаноамериканци | 0 (0,0%)     | 3 (0,4%)    |
| Укупно            | 714          | 695         |